# Glasögonbusksmyg
Glasögonbusksmyg (Sericornis beccarii) är en fågel i familjen taggnäbbar inom ordningen tättingar.

## Utbredning och systematik
Fågeln delas in i sju underarter med följande utbredning:
- S. b. wondiwoi – nordvästra Nya Guinea (Wondiwoibergen)
- S. b. weylandi – Nya Guinea (Weylandbergen)
- S. b. beccarii – Aruöarna
- S. b. cyclopum – norra Nya Guinea (Cyclopsbergen)
- S. b. randi – södra Nya Guinea (Trans Fly-lågländerna)
- S. b. minimus – nordöstra Australien (norra spetsen av Kap Yorkhalvön)
- S. b. dubius – nordöstra Australien (norra Queensland söderut till Cooktown)

Vissa inkluderar glasögonbusksmygen i långnäbbad busksmyg.

## Status och hot
Arten har ett stort utbredningsområde, men tros minska i antal, dock inte tillräckligt kraftigt för att den ska betraktas som hotad. Internationella naturvårdsunionen IUCN listar arten som livskraftig (LC).